# مازدا
شركة مازدا للسيارات هي مصنع ياباني للسيارات يقع مقرها الرئيسي في مدينة هيروشيما، عام 2007 صنعت مازدا حوالي 1. 3 مليون سيارة، وقد تم تصنيع القسم الأكبر من هذه السيارات (مليون سيارة) في مصانع الشركة في اليابان، كما حلت الشركة عام 2011 في المرتبة 15 في قائمة أكثر الشركات المصنعة للسيارات.

## التسمية
يعود الاسم مازدا إلى «أهورا مازدا» الإله الزرادشتي الأعلى ورمز الحكمة والوحدة، وهي شركة يابانية لصناعة السيارات أسسها جوجيرو ماتسودا في مدينة هيروشيما عام 1920. وقد اشتق اسم “مازدا” من الإله “أهورا مازدا”، وهو إله فارسي زرادشتي يسمى إله الحكمة والذكاء والانسجام. وقد كان الاسم الأول للشركة هو “شركة طويو كورك كويجو المحدودة”.

## النشأة
تأسست الشركة عام 1920 م تحت مسمى شركة «تويو كورك كوجيو» المحدودة (Toyo Cork Kogyo) وتم تغيير التسمية إلى «تويو كوجيو» عام 1927م، في البداية كانت الشركة متخصصة في صنع المعدات الصناعية ومن ثم تحولت إلى صناعة المركبات، ودشنت هذا التحول بإنتاج مركبة «مازدا جو» عام 1931م، كذلك فان شركة تويو كوجو أنتجت الأسلحة للجيش الياباني خلال الحرب العالمية الثانية، اتخذت الشركة اسم مازدا بشكل رسمي عام 1984م، وبالرغم من هذا فان السيارات التي أنتجت قبل هذا التاريخ قد حملت اسم مازدا كذلك.
بدأت نشاطها بصناعة الآلات ثم تحولت إلى صناعة السيارات، لتعرض أولى سياراتها في السوق الياباني عام 1931. وقامت الشركة بصناعة الأسلحة المستخدمة للأغراض العسكرية طيلة فترة الحرب العالمية الثانية. ولم تتخذ الشركة اسم “مازدا” ماركة لسياراتها بشكل نهائي إلا عام 1984. وغيرت مازدا شعار سياراتها أربع مرات قبل أن تختار تصميمها المتداول حالياً في السوق والمصمم عام 1997، وهو يمثل الحرف الأول من اسم الشركة (M) مرسوم بطريقة جمالية تشبه يدين ممدوتين ومرفوعتين إلى السماء تطلعاً للمستقبل، مع إشارة ضمنية إلى البعد الديني لاسم مازدا. ويصطلح البعض على تصميم مازدا اسم شعار البوم بسبب شبهه لوجه البوم.
وعانت الشركة من أزمة مالية سنة 1960 اضطرتها إلى الدخول في شراكة مع شركة فورد الأميركية لصناعة السيارات، ونتج عن هذه الشراكة إطلاق عدد من المشاريع المشتركة. وبدأت الشركة توسعها خارج اليابان في كندا، حيث أطلقت سيارة “مازدا كندا” عام 1968، ولم تدخل السوق الأميركي إلا عام 1970. وركزت الشركة على صناعة السيارات الخفيفة والرياضية، وانفردت بميزة استخدام “محرك وانكيل الدائري” نسبة إلى مخترعه الألماني فيلكس وانكيل، وتعتبر مازدا الشركة الوحيدة التي تصنع محرك الطواحين الدائري في سياراتها. وقد نتج عن تبادل خبرات فورد ومازدا إتحاف سوق السيارات بعدد من الإبداعات، وهو ما حذا بها إلى التوسع في أسواقها فوصلت إلى أوروبا وأفريقيا وآسيا، ونمت مبيعاتها بشكل ملحوظ. وعلى غرار باقي مصنعي السيارات الآسيويين، تأثرت مازدا بالأزمة المالية التي ضربت آسيا سنة 1997 وتكبدت خسائر كبيرة اضطرتها إلى بيع 33.9% من أصولها إلى فورد وإعادة هيكلة كادرها الإداري للنهوض من كبوتها. وسرعان ما تعافت مازدا وأطلقت حملة ترويجية قوية عام 2000 كان شعارها “زوم زوم” التي لقيت نجاحاً ملفتاً في أميركا الشمالية وارتبطت بأغنية “زوم زوم زوم” التي كانت تذاع في كثير من الإذاعات والتلفزيونات. وفي سنة 2008 كاد سيناريو 1997 يتكرر عقب الأزمة المالية التي كان قطاع صناعة السيارات من أكثر المتأثرين بها، لكن الشريك الآخر هو من اضطر هذه المرة لبيع جزء من أصوله لشريكه، إذ اشترت مازدا 6.8% من أسهم فورد. وتحاول مازدا جاهدة تطوير سيارات جديدة صديقة للبيئة، إذ وضعت خطة لصناعة 30% من قطع غيارها الداخلية باستخدام مواد حيوية غير ملوثة للبيئة.

## أصناف سيارات مازدا الحالية
- مازدا 2
- مازدا 3
- مازدا 6
- مازدا CX-3
- مازدا CX-30
- مازدا CX-5
- مازدا CX-9
- مازدا MX-5
- مازدا RX-8
- مازدا لانتس 323
- مازدا تيربيوت (tribute)
- مازدا الفئة B

مازدا خ44

## مازدا سي إكس 9 - 2009
- على الرغم من أنها تبدو كسيارة رياضية أكثر من مركبة (إس يو في) من الخارج، إلا أن (مازدا سي إكس 9) تستخدم حجمها الكبير – بطول 5,089م وعرض 1,936م وارتفاع 1,728م – لتمنح الركاب اتّساع مركبات (إس يو في) المعتاد مع أعلى درجات الجودة من حيث الصنع والمواد المستخدمة.
- تحت الغطاء محرّك (V6) من نوع (إم زد آي) بسعة 3.7 لتر يولّد قوّة 273 حصان عند سرعة دوران 6,250 دورة في الدقيقة، وعزم دوران يبلغ 366 نيوتن/متر عند سرعة 4,250 دورة في الدقيقة، ما يجعله أقوى محرّك في مجموعة (مازدا).
- هذه المحرّكات المتطوّرة تتّصل بناقل تروس أوتوماتيكيّ سداسيّ السرعات مع إمكانية التحويل إلى التغيير اليدوي كمواصفة أساسية.
- ومن أهمّ المواصفات التي تمنح (مازدا سي إكس9) ذلك التحكّم الدقيق، نظام توزيع العزم على كلّ الإطارات الذي يولذد المزيد من التماسك للعجلات على كلّ أنواع الطرق.
- كما تشتهر (مازدا سي إكس9) بأنها إحدى أكثر مركبات (إس يو في) أماناً، وتتضمن مواصفات الحفاظ على السلامة موقع المقاعد المرتفع الذي يمنح السائق مجال رؤية واسع، والمكابح القرصية الكبيرة المثقّبة – قياس 320 ملم في الأمام و 325 ملم في الخلف- إلى جانب نظام (آر إس سي) للتحكّم بالثبات ومنع الانقلاب، ونظام (إيه بي إس) ونظام مساعد المكابح في حالات الطوارئ (إي بي إيه)، ونظام توزيع قوّة الكبح الإلكتروني (إي بي دي) والنظام الديناميكي للتحكّم بالثبات (دي إس سي).

## مازدا 6 2014
كشفت شركة مازدا عن الجيل الثالث من سيارتها الأفخم مازدا 6 في معرض موسكو للسيارات الذي أقيم في شهر أغسطس عام 2012، حيث اعتمدت الشركة فلسفتها التصميمية الجديدة (KODO) – روح الحركة – في وضع تصميم السيارة الجديدة وزودتها بالعديد من المواصفات وأنظمة التحكم التي توفرها تقنيات (سكاي أكتيف) التي تهدف وقبل كل شيء إلى منح السائق قيادة ممتعة.
يغلب الطابع الهجومي على تصميم الشكل الخارجي بهيكل صلب ووقفة منخفضة عريضة، كما تظهر دقة التصميم من خلال الشبك الأمامي المطلي باللون الأسود المطفأ والذي يتوسطه شعار (مازدا) من المطلي بالكروم واللون الأسود اللامع، بينما تبرز أضواء LED في المقدمة مع مصابيح حلقية الشكل أسفلها أضواء ضباب دائرية محاطة بإطار أسود اللون.
ومن الجنب تسيطر الخطوط التصميمية الأنيقة على المظهر الجانبي لطراز مازدا 6؛ حيث يندفع خط انسيابي من الإطار الخلفي إلى الأمام باإضافة إلى الخطين المنحنيين على واقيات الإطارات الأمامية والخلفية لتمنح السيارة منظراً يوحي بالثقة وقوة الاندفاع، كما تم تزويد السيارة بإطارات قياس 19 إنش تتوفر كمواصفة إضافية.
أما الواجهة الخلفية فتوحي بالتماسك والثبات على الطرق من خلال أبعادها المتوازنة والصادم الخلفي البارز والصندوق الخلفي المدمج، وتشتمل على أضواء خلفية معتمة وعادم مزدوج على طرفي الصادم.
وتوفر المقصورة الداخلية في مازدا 6 اتساعاً كبيراً للركاب على الرغم من كونها مصممة لراحة السائق بالمقام الأول، حيث تم ترتيب كافة أدوات التحكم في متناول يد السائق، بينما توحي العدادات الثلاثة المتناظرة بقيادة ممتعة. أما مقعد السائق فيتسم بالراحة والأمان.
وعلى الرغم من بساطة التصميم الداخلي إلا أن مقصورة مازدا 6 تتمتع بمواد عالية الجودة استخدمها المصممون لفرش المقاعد والأسطح الداخلية بشكل عام كالجلد والألومنيوم، وينتشر التزيين في أرجاء المقصورة؛ ويظهر على لوحة العدادات ومقابض الأبواب.
وتشتمل المقصورة على كل ما تتوقعه في سيارة سيدان عائلية كبيرة من أنظمة ترفيهية المعلوماتية، نظام ملاحة ونظام الصوتي مع تقنية بلوتوث ووصلات USB وشاشة تحكم
وتتوافر مازدا 6 بخيارين من المحركات؛ الأول 2.5L تتواجد تفاصيله في الأسفل، والمحرك الثاني 2:0L يولد قوة 153 حصان لتتسارع من 0 إلى 100 كم/س في 10.5 ثانية وتبلغ سرعتها القصوى 210 كم/س.

## وصلات خارجية
- مازدا على موقع الموسوعة البريطانية (الإنجليزية)
- مازدا على موقع ميوزك برينز (الإنجليزية)
- الموقع الرسمي